# Ascidieria
Ascidieria Seidenf.  è un genere di piante appartenente alla famiglia delle Orchidacee (sottofamiglia Epidendroideae, tribù Podochileae).

## Distribuzione e habitat
Il genere è presente in Thailandia, Malaysia peninsulare, Borneo, a Sumatra e nelle Filippine.

## Tassonomia
Comprende le seguenti specie:
- Ascidieria caricifolia (J.J.Wood) J.J.Wood
- Ascidieria cymbidifolia (Ridl.) W.Suarez & Cootes
- Ascidieria grandis (Ridl.) J.J.Wood
- Ascidieria longifolia (Hook.f.) Seidenf.
- Ascidieria maculiflora J.J.Wood
- Ascidieria maculosa Cabactulan, Cootes, M.Leon & R.B.Pimentel
- Ascidieria palawanensis (Ames) W.Suarez & Cootes
- Ascidieria pseudocymbiformis (J.J.Wood) J.J.Wood
- Ascidieria zamboangensis (Ames) W.Suarez & Cootes